# To Kati
To Kati ("L'allò") és un àlbum de la cantant popular grega Keti Garbi. Sortí a la llum l'abril de l'any 2000 per Sony BMG de Grècia i obtingué tres platins a Xipre. És fins avui el seu àlbum més venut amb més de 240.000 còpies, i el segon àlbum més venut de la dècada.

## Llista de pistes

### DISC 1
1. To Kati
2. Alitaki Mou
3. Epitelous (amb Natassa Theodoridou)
4. Pragmata Spao
5. Oli Mou I Stenohoria
6. Sopa
7. To Lathos Mou
8. Atofio Hrisafi/Tha Melaholiso (Versió Remix)
9. Hamena
10. Nai Iparho Ego
11. Agio Kalokeri
12. Arhizo Polemo
13. Allo Esi Ki Allo Ego
14. I Patrida Mou (amb Antonis Vardis)
15. O Ilios Pou Egine Vrohi

### DISC 2
1. Se Poliorkia (Pes, Pes)
2. Ierosilia
3. Evaisthiseis
4. Apo Do Kai Pio Pera
5. Mia Fora Kai Ena Kero
6. Apozimiosi
7. Ftou Kselefteria
8. Asimfonia Haraktiron (amb Antonis Remos)
9. Kolasi
10. Triferotita
11. Apologisou
12. Akou Tin Kardoula Sou
13. Os Ton Paradiso
14. Fougaro
15. Ola Sta Katalogizo
16. Zisame (amb Dionisi Shoina)

## Clips de Vídeo
1. To Kati
2. Epitelous (amb Natasa Theodoridou)
3. To Lathos Mou
4. Hamena
5. Nai Yparho Ego
6. Arhizo Polemo
7. I Patrida Mou (amb Antonis Vardis)

1. Ierosilia
2. Evaisthiseis
3. Apo Do Kai Pio Pera
4. Mia Fora Kai Ena Kero
5. Apozimiosi
6. Asimfonia Haraktiron (amb Antonis Remos)
7. Kolasi
8. Triferotita
9. Ola Sta Katalogizo
10. Zisame (amb Dionisi Shoina)